# القوة الإمبراطورية الأسترالية الثانية
القوة الإمبراطورية الأسترالية الثانية هي الاسم الذي يطلق على المتطوعين في الجيش الأسترالي في الحرب العالمية الثانية . بموجب قانون الدفاع (1903)، لا يمكن للميليشيات غير المتفرغين ولا القوة العسكرية الدائمة المتفرغة (PMF) العمل خارج أستراليا أو أراضيها ما لم يتطوعوا للقيام بذلك. قاتلت القوة ضد ألمانيا النازية وإيطاليا وفيشي فرنسا واليابان. بعد الحرب، تم تسريح الهياكل العسكرية الأسترالية في زمن الحرب وتم حل القوة الثانية، على الرغم من أن كوادر صغيرة من أفرادها أصبحت جزءًا من الجيش المؤقت الذي تأسس عام 1947، وتم تشكيل الجيش النظامي الأسترالي في عام 1948.

## تاسيس

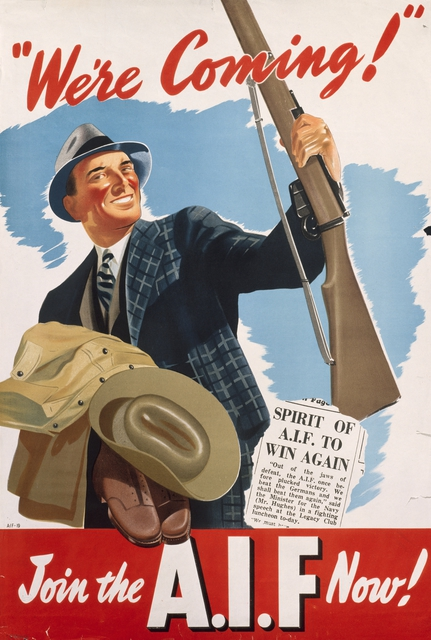
ملصق تجنيد للقوة الثانية

في بداية الحرب العالمية الثانية، كان هناك جدل حول ما إذا كان ينبغي على أستراليا التركيز على تشكيل قوة استطلاعية للخدمة الخارجية لمحاربة ألمانيا في أوروبا أو قوة دفاع داخلية لمحاربة اليابان. قرر رئيس الوزراء روبرت مينزيس القيام بالأمرين، على الرغم من أن تجربة الحرب العظمى تشير إلى أن أستراليا لم يكن لديها الموارد للقيام بأي منهما.

### التجنيد
في 15 سبتمبر 1939، أعلن Menzies عن تشكيل القوة الثانية، وهي قوة استكشافية قوامها 20.000، تتألف من فرقة مشاة واحدة ووحدات مساعدة يمكن للجيش الأسترالي ضمها إليها. في 15 نوفمبر 1939، أعلن Menzies إعادة تقديم التجنيد لخدمة الدفاع عن الوطن اعتبارا من 1 يناير 1940. الرجال غير المتزوجين الذين يبلغون من العمر 21 عامًا في السنة المنتهية في 30 يونيو 1940 سيتم تجنيدهم في الميليشيا.

## التنظيم

### القيادة

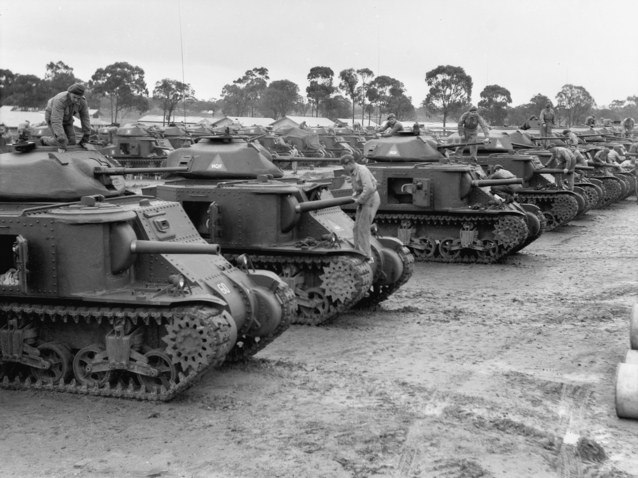
دبابات أم3 في يونيو 1942

تم تعيين اللفتنانت جنرال توماس بلامي قائد للقوة الثانية في 13 أكتوبر 1939 واحتفظ بها طوال الحرب. على هذا النحو، كان مسؤولاً أمام وزير الدفاع مباشرة، وليس أمام المجلس العسكري. تم إعطاؤه ميثاقًا بناءً على ما تم إعطاؤه إلى اللواء ويليام ثروسبي بريدجز عام 1914. طلب جزء من ميثاقه بقاء القوة الثانية معا، لكن سلسلة من الأزمات السياسية والعسكرية أسفرت عن قتال الانقسامات معًا ، مع نشر فرق فردية وألوية وحتى كتائب في قطاعات مختلفة أو حتى مسارح مختلفة. وقد نتج عن ذلك صراعات مع القادة البريطانيين  وخاصة القائد الأعلى للشرق الأوسط، الجنرال السير كلود أوشينليك، وعلى الأخص بشأن طبرق.

### الهيكل التنظيمي
تتألف القوة الرئيسية الثانية من قيادة الفيالق وخمس فرق:
- الفرقة السادسة
- الفرقة السابعة
- الفرقة الثامنة
- الفرقة التاسعة
- الفرقة المدرعة الأولى